# Peire d'Ussel
Peire d'Ussel, o d'Uisel oppure in occitano moderno Pèire d'Ussèl (fl. 1200 circa), è stato un trovatore limosino, il secondo di tre fratelli, castellani del castello di Ussel-sur-Sarzonne, a nord-est di Ventadorn.
Anche i suoi due fratelli, il maggiore Eble e il minore Gui, e un suo cugino chiamato Elias, erano tutti trovatori.
Secondo la vida di Gui, Peire discantava le canzoni dei suoi tre parenti anzidetti. Non si capisce se questo possa implicare che Peire fosse stato soltanto un musicista. Esiste una cobla indirizzata a Gui sotto il suo nome.
I lavori completi dei quattro d'Ussel (Peire, i suoi due fratelli Eble e Gui, e suo cugino Elias) sono stati per la prima volta compilati in un volume da J. Audiau con il titolo di "Le poesie dei quattro trovatori d'Ussel"